# Batalla d'Abritus
La batalla d'Abritus, també coneguda com la batalla del Forum Terebronii, fou un enfrontament armat entre les legions de l'Imperi Romà i una federació de tribus escites comandades pel rei Cniva. La batalla tingué lloc a la província romana de Mèsia Inferior (moderna Bulgària), probablement el Juliol del 251. Els romans patiren una dura derrota i l'Emperador romà Deci va morir en la batalla, juntament amb el seu fill Herenni Etrusc, essent el primer emperador a morir en batalla davant d'un enemic estranger.
Es considera que aquesta derrota marca l'inici d'un període d'alta inestabilitat política i militar en la història de l'Imperi Romà, si bé els primers símptomes de la crisi ja havien aparegut en les dècades anteriors.

## Rerefons
Poc després que Deci fos proclamat Emperador, les tribus bàrbares invadiren les províncies romanes de Dàcia, Mèsia Superior i Mèsia Inferior. La creixent inestabilitat al nord del Danubi es devia principalment a dos factors: Primer, que el precedessor de Deci, Felip l'Àrab, havia rebutjat seguir amb els subsidis anuals que l'emperador Maximí el Traci havia acordat pagar a les tribus de la regió, i segon, els grans moviments migratoris de les tribus germàniques i gòtiques, iniciades ja en temps d'Alexandre Sever. A més, Deci havia necessitat recórrer a les tropes que vigilaven la frontera del Danubi en ordre de deposar Felip, deixant un buit militar en la zona que inevitablement va facilitar la invasió.
Al voltant del 250, els Carps invadiren Dàcia, l'est de Mèsia Superior i l'oest de Mèsia Inferior, al mateix temps que el rei Cniva travessava la frontera romana amb dues columnes d'Escites.
La primera columna, liderada pels cabdills Argaith i Gunteric, posaren setge a Marcianòpolis, sense èxit, i més tard es dirigiren al sud, per assetjar Filipòpolis, actualment Plòvdiv, Bulgària. La resta de l'exèrcit de Cniva, comandat per ell mateix, travessaren el Danubi a Oescus i es dirigiren a Novae, on foren rebutjats pel Governador (i futur Emperador) Trebonià Gal. Després de la derrota, els invasors intentaren saquejar Nicòpolis del Danubi però foren de nou derrotats, aquest cop pel mateix Deci.
Cniva es va dirigir més al sud, a través de la Serralada dels Balcans, perseguit per Deci, però aquest cop els romans foren sorpresos quan descansaven a la moderna Stara Zagora i durament derrotats. Deci es va retirar amb el seu malmès exèrcit, deixant via lliure a Cniva per saquejar Mèsia i assetjar de nou Filipòpolis el 251. El comandant de la ciutat, Titus Juli Prisc, al saber que Deci havia estat derrotat, es va proclamar ell mateix emperador pensant que d'aquesta manera Cniva no atacaria la ciutat, però els bàrbars capturaren Filipòpolis a l'estiu i ell fou probablement assassinat durant la batalla. Cniva aconseguí un important botí i molts presoners, decidint llavors retornar al nord.
Mentrestant, Deci havia tingut temps per reorganitzar les seves tropes, i acompanyat pel seu fill Herenni Etrusc i el general Trebonià Gal, sortí a l'encontre dels escites.

## Batalla
A l'estiu del 251, tots dos exèrcits es trobaren a Abrittum. El nombre de soldats és desconegut, però Cniva va dividir els seus homes en tres blocs, amb un d'ells ocult darrere d'un pantà.
En els primers moments de la batalla, els gots van matar Herenni amb una fletxa i tot i que el seu pare es va dirigir als soldats dient «Que ningú no el plori, car la mort d'un soldat no és gran pèrdua per la República», l'emperador no va poder superar el fet i aviat es llançà contra l'enemic buscant la mort o la venjança, i caigué en la lluita.
La maniobra dels escites fou un èxit total. Els romans derrotaren l'enemic en la línia frontal, però van cometre l'error de perseguir els que fugien cap al pantà, on foren emboscats i massacrats. Segons Joan Zonaràs, el carnatge que seguí fou de grans proporcions: «ell, el seu fill i un gran nombre de romans caigueren en el pantà i els seus cossos no es trobaren mai, ja que foren perduts en el fang».
Lactanci, escriptor i apologista cristià que odiava profundament Deci per donar suport a la persecució de cristians, va descriure el final de l'emperador: «de sobte, va ser envoltat pels bàrbars i mort, juntament amb gran part del seu exèrcit; no se li va poder donar sepultura, ja que, desvestit i despullat, va ser deixat a les bèsties i els ocells que el devoressin, un final apropiat per un enemic de Déu».
Zòsim, un altre historiador grec, fa notar la sospitosa actitud de Trebonià Gal, qui fins i tot hauria indicat als escites quan havien d'iniciar l'atac final. Avui en dia, però, es descarta aquesta suposada traïció, car els legionaris mai haurien acceptat que posteriorment Trebonià es proclamés emperador si realment hagués estat responsable de la mort de tants legionaris. Un altre punt contra aquesta teoria és el fet que Trebonià, un cop a Roma, va adoptar a Hostilià, el fill menor de Deci.

## Conseqüències
Trebonià Gal fou proclamat Emperador per les tropes i va haver de negociar ràpidament amb els escites. En l'acord, els bàrbars retingueren el botí capturat i retornaren a les seves terres al nord del Danubi. Probablement també es va acordar el pagament d'alguna mena de subsidi per part de Roma a canvi de la promesa per part dels escites de respectar i no atacar el territori romà. La signatura d'un tractat tan humiliant, el brot d'una plaga i la caòtica situació a l'est degut a les invasions sassànides li guanyaren a Trebonià una molt dolenta reputació. Altres historiadors, però, suggereixen que el veritable responsable fou Deci, ja que amb les tropes que tenia disponibles, hauria d'haver aturat als invasors.
No va ser fins al 271, quan l'emperador Aureli finalment va derrotar els Gots i va matar el seu rei Cannobaudes en batalla. Basent-se en la similaritat fonètica, aquest rei podria ser el mateix Cniva que va derrotar Deci en la batalla d'Abritus.